# Mélitée des véroniques
Melitaea britomartis
Espèce
Le Mélitée des véroniques ou Mélitée d'Assmann (Melitaea  britomartis) est une espèce d'insectes lépidoptères (papillons) appartenant à la famille des Nymphalidae et à la sous-famille des Nymphalinae.

## Dénomination
Melitaea britomartis a été décrite par August Assmann en 1847.
Synonymes : Mellicta britomartis (Assmann, 1847).

### Noms vernaculaires
La Mélitée des véroniques ou Mélitée d'Assmann se nomme en anglais Assmann's Fritillary.

## Sous-espèces
- Melitaea britomartis britomartis dans le centre de l'Europe, le nord du Kazakhstan et l'Altaï.
- Melitaea britomartis aureliaeformis (Verity, 1916)
- Melitaea britomartis amurensis (Staudinger, 1892) dans l'Altaï.
- Melitaea britomartis latefascia (Fixsen, 1887) en Corée[1].

Mais les travaux de Higgins en 1955 divisent en trois sous-espèces avec des espèces intermédiaires dans l'Altaï :
- Melitaea britomartis britomartis
- Melitaea britomartis amwensis Staudinger, 1892
- Melitaea britomartis latefascia (Fixsen, 1887)[2]

## Description
La Mélitée  des véroniques est une Mélitée au dessus marron à frange entrecoupée, ornementé de bandes de damiers orange laissant une partie basale marron.
Le revers des antérieures est orange à bordure de damiers blancs, celui des postérieures est à bandes de damiers blanc crème et jaune avec une ligne de taches rondes orange dans la bande submarginale jaune.
L'imago est difficile à différencier de celui de Melitaea aurelia.

## Biologie

### Période de vol et hivernation
Elle hiverne au stade de chenille, dans une toile de soie.
La Mélitée des véroniques vole une seule génération entre la fin mai et le début août mais deux générations ont été signalées dans le nord de l'Italie.

### Plantes hôtes
Les plantes hôtes de sa chenille sont des plantains (Plantago) dont Plantago lanceolata et des véroniques (Veronica) dont Veronica teutrium.

## Écologie et distribution
La Mélitée des véroniques est présente dans le centre de l'Europe, le nord du Kazakhstan, la Mongolie, l'Altaï, le nord-est de la Chine et la Corée,.
En Europe elle réside en petits isolats dans le sud-est de la Suède, le nord de l'Italie, la Slovénie, puis dans une grande zone à partir de l'est de la Pologne, la Slovaquie la Hongrie, la Serbie, le nord de la Roumanie et la Bulgarie,.

### Biotope
C'est un papillon des lieux herbus chauds, souvent en lisière de bois.

### Protection
Ne figure pas dans la liste des espèces protégées de la Convention de Berne mais a été inscrite en Bulgarie sur le Red Data Book des espèces vulnérables (VU),.